# Коле Дјана (Витербо)
Коле Дјана је насеље у Италији у округу Витербо, региону Лацио.
Према процени из 2011. у насељу је живело 618 становника. Насеље се налази на надморској висини од 378 м.